# Садовнический мост
Садо́внический мост — пешеходный мост через Водоотводный канал в Москве. Расположен между Чугунным и Комиссариатским мостами. Назван по историческим Садовническим слободам XVI—XVII веков (см. Садовническая улица, Садовническая набережная).
Построен в 1963 году по проекту инженера Н. Д. Брагиной и архитекторов В. А. Корчагина и К. П. Савельева. В том же году был перестроен Чугунный мост, по Комиссариатскому мосту пущено трамвайное движение, а двумя годами позже был выстроен и Шлюзовой мост.
В основе Садовнического моста — две трубы теплотрассы диаметром 75 см, связывающей Замоскворечье с тепловой электростанцией ГЭС-1 на Раушской набережной. Проектировщики рассматривали вариант прокладки труб по дну канала, но оказалось дешевле перебросить их поверху. Несмотря на то, что малый мост было бы целесообразно выполнить в монолитном железобетоне, «по велению времени» он был выстроен сборным, из уникальных элементов заводского изготовления.
 Монолитный мост строить было бы проще. А так сразу потребовалось много лишней работы. Пришлось делать элементы с вынужденной точностью, поскольку соединять криволинейные детали очень сложно. Завод долго мучился: с опалубками пришлось повозиться, с арматурой, потом с перевозкой. Я сиднем сидела на этом заводе. 
Н. Д. Брагина, инженер проекта, цит. по.: Ю. Пухначёв, Садовнический мост
Коробчатая арка имеет 32,0 м в длину при стреле подъёма 6,2 м. Арка опирается на подземные ростверки на свайных основаниях.

## Мост в кинематографе
1970 — Тайна железной двери